# ВАЗ-2122
ВАЗ-2122 «Река» — автомобиль-амфибия, созданный на Волжском автомобильном заводе на базе агрегатов автомобиля ВАЗ-2121 «Нива». Предназначался для перевозки личного состава, грузов, монтажа вооружения и военной техники. Серийно не производился.

## Особенности
Единственная разработанная на сегодняшний день на АвтоВАЗе модель типа вездеход-амфибия. По назначению ВАЗ-2122 позиционировался как армейский автомобиль командира роты, в открытом документообороте завода проходил как «автомобиль для рыболовов и охотников», в Министерстве обороны СССР НИОКР по этой теме проходили под шифром «Река».
Конструктивно ВАЗ-2122 создан с применением узлов трансмиссии и ходовой части от ВАЗ-2121. КПП и раздаточная коробка убраны в герметичный снизу кузов, мосты находились снаружи. Автомобиль передвигается по воде за счет вращения собственных колёс и способен вплавь пересекать неширокие водоёмы со спокойной водой и не очень быстрым течением. Форсирование водных преград возможно с хода, без предварительной подготовки, для этого закрывается передний воздухозаборник, машина входит в воду с герметично закрытым капотом, затем, на плаву откидывается крышка-волноотражатель верхнего воздухозаборника. Все операции проводятся с рабочего места водителя. Запуск двигателя на 40-градусном морозе осуществляется после прогрева обычной паяльной лампой через систему жаровых трубы с пламегасителями, которые размещались в моторном отсеке. Автомобиль имеет штатную дугу безопасности встроенную в силовой каркас кузова и кроме краш-тестов на лобовое столкновение и удар сзади, прошёл краш-тест «удар в крышу». Кузов оборудован быстросъёмным тентом, который в сложенном виде сворачивался в рулон за задними сиденьями, окна тента выполнены из мягкого прозрачного пластика.
Поскольку автомобиль предназначался для армейской эксплуатации, в нём были проработаны все аспекты войскового применения: перевозка машины всеми видами транспорта железнодорожным, водным, автомобильным, воздушным (Ан-12, Ан-22, Ил-76т, Ми-6, Ми-8т), десантирование с парашютом, перевозка раненых, размещение личного оружия (АК), буксирного троса, топора, лопаты, всплывающего буя на случай затопления машины, фильтро-вентиляционной установки,  прибора ночного видения и пр.
ВАЗ-2122 прошёл полный цикл разработки и испытаний, был принят государственной комиссией и рекомендован к производству, по автомобилю подготовлен полный комплект тщательно выверенной технической документации, однако в 1988 году проект был закрыт на стадии внедрения в производство.
Отказ от амфибии также связывается с изменением военных доктрин США и СССР, в которых плавающий автомобиль командира роты стал неактуален. По окончании договора Министерство обороны задолжало заводу полмиллиона рублей.

## Ведущие разработчики
- Конструктор — Валерий Иванович Доманский, на первом этапе Пётр Михайлович Прусов.
- Дизайнер — Александр Сергеевич Кудряшов, на первых этапах Юрий Викторович Данилов, Александр Дмитриевич Еремеев.
- Компоновщик — Юрий Михайлович Овчинников;
- Инженер-испытатель — Вадим Александрович Котляров.

Курировал проект заместитель главного конструктора АвтоВАЗа Яков Рафаилович Непомнящий.